# Arquitetura colonial holandesa do Cabo
A arquitetura colonial holandesa do Cabo é um estilo arquitetônico encontrado na província do Cabo Ocidental, na África do Sul. Foi proeminente nos primórdios da Colônia do Cabo, cujos primeiros colonizadores foram os holandeses.

## Galeria

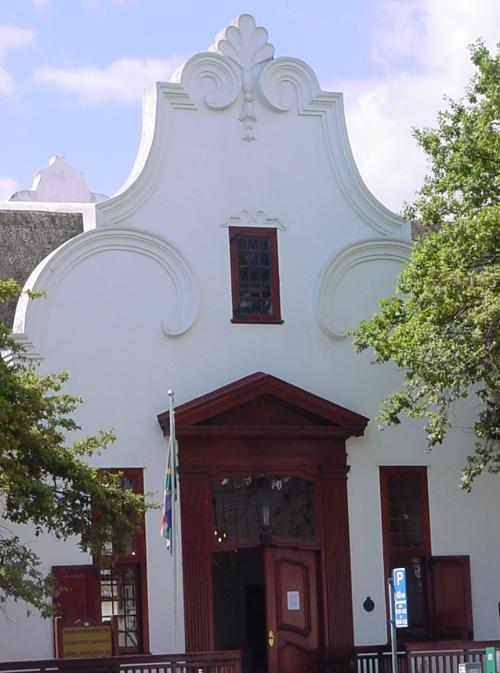
Típica fachada deste estilo.
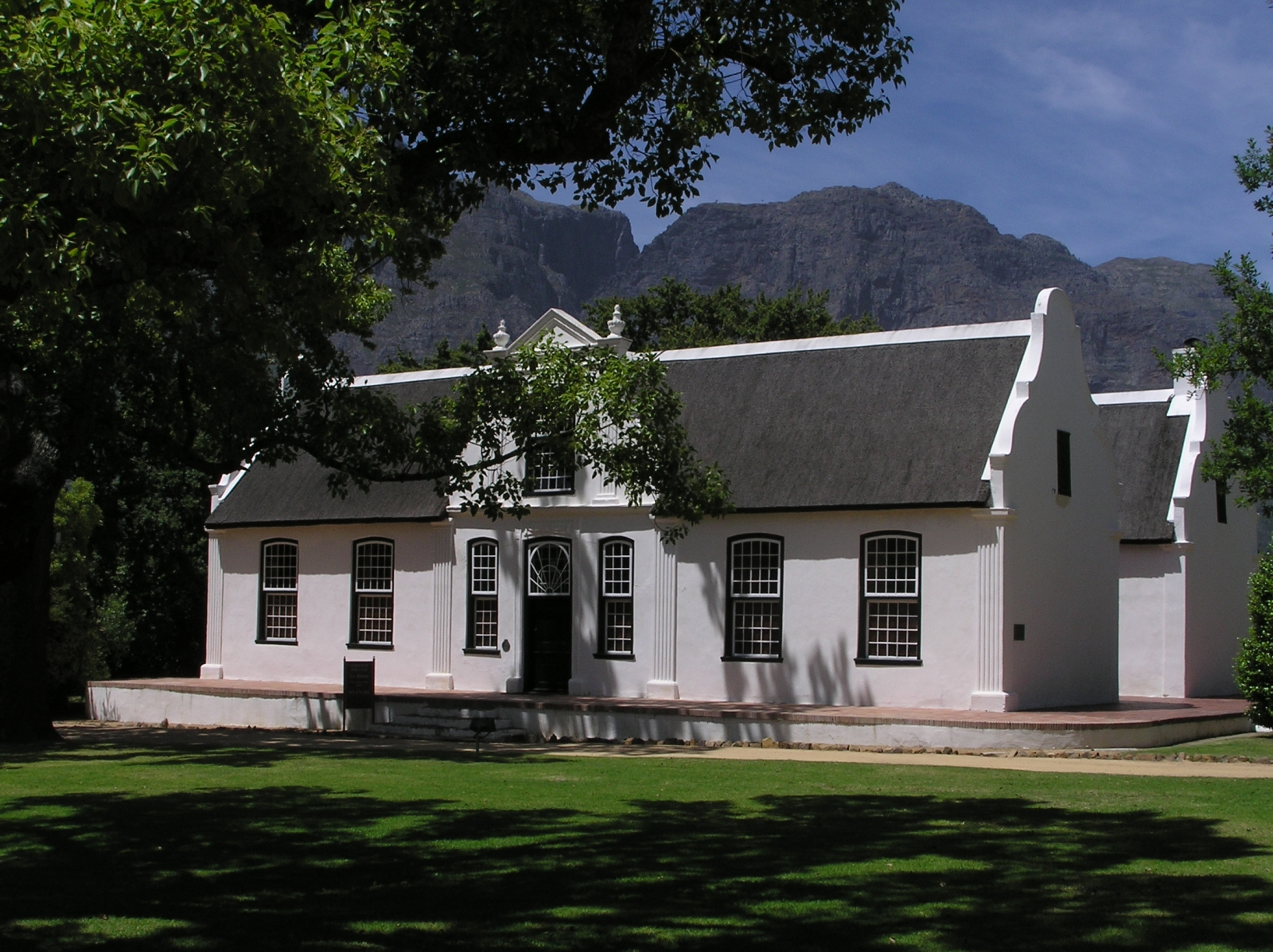
Museu em Franschhoek.
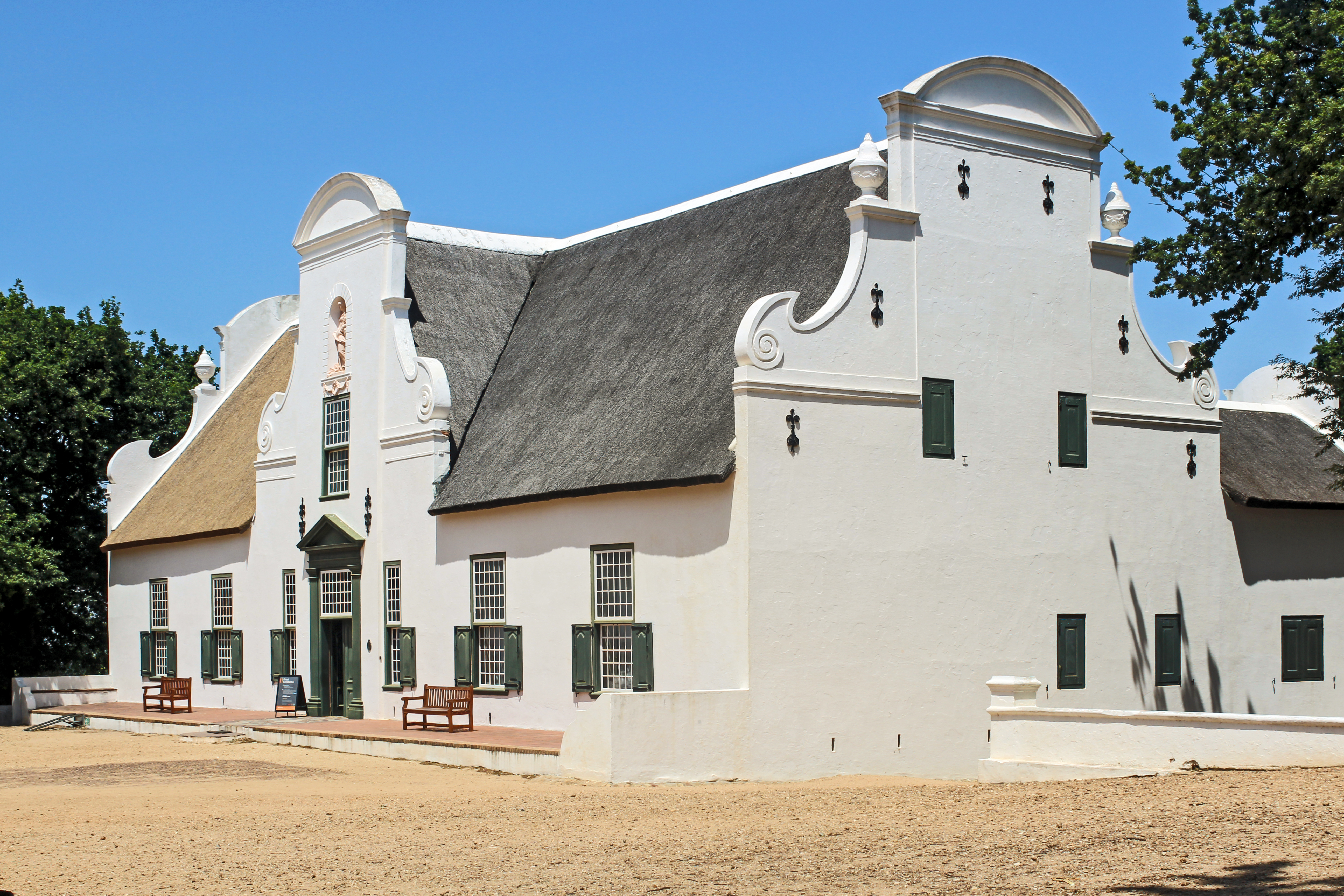
Groot Constantia, em Constantia.
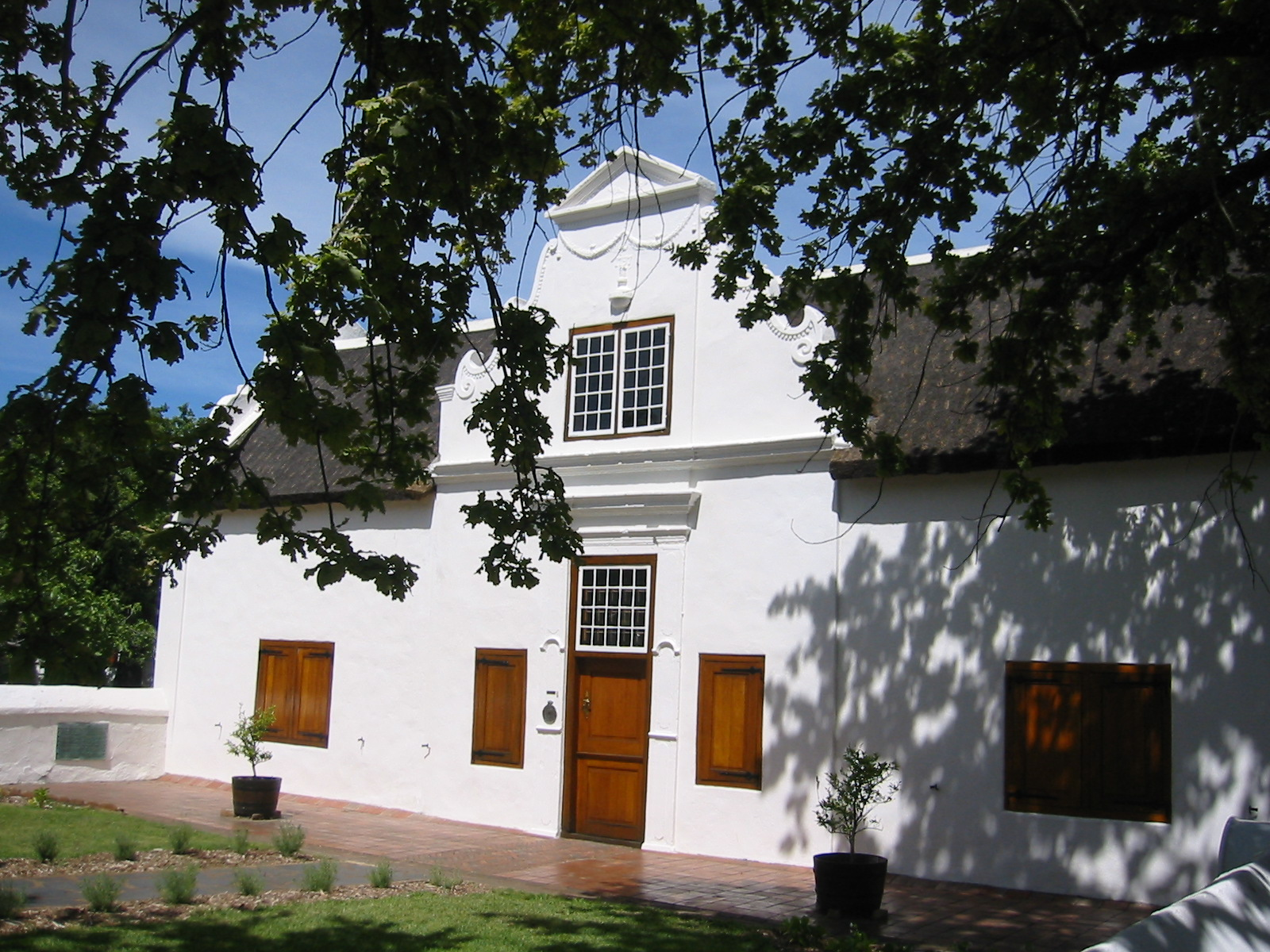
Arquitetura colonial holandesa em Stellenbosch.